# Primal Fear
Primal Fear es una banda alemana de power metal formada en Esslingen, Alemania en el año 1997.

## Procedencia
Primal Fear es una banda proveniente de Alemania que ha tenido gran éxito como exponente del Heavy Metal. Su estilo está inspirado en el de bandas como Iron Maiden, Judas Priest, etc., pero también con influencias de bandas Power Metal como Helloween, lo cual se puede apreciar en los estribillos más melódicos propios del metal alemán.
La banda fue creada por Ralf Scheepers (Gamma Ray, Tyran's Pace) y Mat Sinner (Sinner) en 1997, debutando con un álbum homónimo en 1998 bajo el sello Nuclear Blast, obteniendo un éxito aceptable para ser una banda emergente. Al siguiente año la banda lanza el álbum Jaws Of Death, con el cual comienzan a consolidarse como banda de Power Metal. Y dos años después vemos a una banda más sólida lanzando el álbum Nuclear Fire, su obra maestra hasta el momento. A partir de ese momento el grupo comienza a hacer giras no solo por su país natal (Alemania), sino también por otros países escandinavos y resto de Europa.

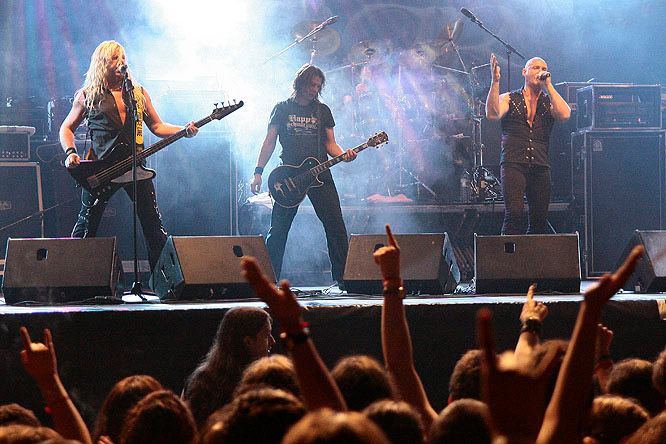
Primal Fear en vivo durante el Festival Alternavigo 2008

A lo largo de su existencia, la banda ha sufrido un baile en su alineación en los puestos de guitarristas. La primera pareja al frente de las seis cuerdas fueron Tom Naumann y Stefan Leibing, que se mantuvo hasta que Naumann abandonó temporalmente el grupo de 2000 a 2003. En ese período fue sustituido por Henny Wolter (Thunderhead, Sinner). De 2003 a 2007 el dúo Naumann-Leibing se mantuvo estable hasta que de nuevo Naumann decidió abandonar por segunda vez, volviendo a ser sustituido Wolter. Pero a comienzos del 2008 fue Leibing quien abandonó la banda por motivos familiares (las giras con la banda le mantenían mucho tiempo fuera de casa y quería pasar más tiempo con sus hijos), siendo sustituido por el guitarrista sueco Magnus Karlsson (Magnum, Allen/Lande, Starbreaker, The Codex). Pero el sueco no participó en la gira de 2009, siendo sustituido por Alexander Beyrodt (Silent Force, The Sygnet, Sinner), quien en 2010 se ha hecho con un puesto en el grupo debido a la renuncia de Wolter, quien arguyó que su abandono se debía a que no se sentía parte de una banda y no quería volver a tocar en ella nunca más. De nueva cuenta en 2012 tras el lanzamiento de Unbreakable, el guitarrista sueco Magnus Karlsson dejaría momentáneamente su puesto, para ser sustituido por el guitarrista griego Constantine durante la gira en soporte del álbum. En diciembre del 2013, en un mensaje que la banda hace a través de su página oficial, deja saber que tras terminar las grabaciones de su nuevo álbum Delivering The Black una vez más Karlsson no participara en la gira 2014, y será Tom Naumann quien tomara su lugar. 
Respecto al resto de roles, el único que sufrió un cambio fue el de batería, entrando Randy Black (Clic, Bif Naked, Gom Jabbar, Annihilator) para sustituir a Klaus Sperling en 2003. Cabe destacar que Magnus Karlsson (Suecia) y Randy Black (Canadá) son los únicos músicos que han pasado por la banda que no son alemanes.

## Surgimiento
En el 2002 la banda lanza dos álbumes, Horrorscope y Black Sun, el segundo teniendo gran éxito, y ubicando varias canciones en los primeros lugares de los rankings. Incluso al año siguiente lanzan un DVD con conciertos en vivo por toda Europa titulado The History Of Fear, obteniendo buenos resultados.

## Consagración
Sin duda la fama mundial la lograron con Devil's Ground, lanzado el 2004, que incluye la canción Metal Is Forever, con la cual logran un rotundo éxito dentro de los ranking en Europa. Tanto es el éxito que la banda realiza giras también fuera de Europa, en algunos países de Sudamérica y Estados Unidos.

## Últimos Trabajos
En el 2005 terminan su álbum Seven Seals, un álbum más melódico, pero conservando mucho de su Power Metal característico.
Entre el 2005 y el 2006 la banda promociona el álbum en una gira mundial.
Después de todo el éxito cosechado, es el momento de un recopilatorio, llamado Metal is Forever, en el que podemos encontrar 25 canciones en dos discos (el segundo de versiones).
El 21 de septiembre de 2007 sale a la venta el disco llamado New Religión, constando de 11 canciones. En la canción ¡¡Every Time It Rains, la vocalista de Epica Simone Simons pone su voz, entre otros artistas invitados.
El 22 de mayo de 2009 sale a la venta el disco llamado 16.6(Before the Devil Knows You're Dead), disco que consta de 13 temas.
Tras la gira de promoción del álbum la banda ha editado un DVD titulado All Over the World y un disco de directo llamado Live in the USA en junio de 2010.

## Discografía
- Primal Fear - 1998
- Jaws of Death - 1999
- Nuclear Fire - 2001
- Out in the Fields - 2001 (Sencillo)
- Horroscope - 2002 (EP)
- Black Sun - 2002
- The History of Fear - 2003 (DVD)
- Devil's Ground - 2004
- Seven Seals - 2005
- Metal is Forever - 2006 (Recopilatorio)
- New Religión - 2007
- 16.6 (Before the Devil Knows You're Dead) - 2009
- All Over the World - 2010 (DVD)
- Live in the USA - 2010 (Directo)
- Unbreakable - 2012
- Delivering the Black - 2014
- Rulebreaker - 2016
- Apocalypse  - 2018
- Metal Commando - 2020
- I will be gone - 2021 (EP)
- Code Red - 2023
- Domination - 2025

## Integrantes
- Vocalista : Ralf Scheepers (1997-)
- Guitarra : Magnus Karlsson (2008-)
- Guitarra : Thalia Bellazecca (2024-)
- Bajo : Mat Sinner (1997-)
- Batería : André Hilgers (2024-)

## Miembros anteriores
- Guitarra: Henny Wolter (2000-2003, 2007-2010)
- Guitarra: Stefan Leibing (1998-2008)
- Guitarra: Tom Naumann (1997–2000, 2003–2007, 2013-2024)
- Guitarra: Alex Beyrodt (2009-2024)
- Batería: Klaus Sperling (1997-2003)
- Batería: Randy Black (2003-2014)
- Batería: Aquiles Priester (2014)
- Batería: Francesco Jovino (2015-2019)
- Batería: Michael Ehré (2019-2024)